# Anthurium modicum
Anthurium modicum är en kallaväxtart som beskrevs av Thomas Bernard Croat och Oberle. Anthurium modicum ingår i släktet Anthurium och familjen kallaväxter. Inga underarter finns listade.